# Janine Belton
Janine Claire Belton (Bradford, 23 novembre 1979) è un'ex nuotatrice britannica.

## Carriera
Assieme alle compagne Nicola Jackson, Karen Legg e Karen Pickering ha vinto la staffetta 4x200m stile libero ai campionati mondiali di Fukuoka 2001.

## Palmarès
- Mondiali

Fukuoka 2001: oro nella 4x200m stile libero.